# Callicostella pterygophylloides
Callicostella pterygophylloides är en bladmossart som beskrevs av Brotherus 1907. Callicostella pterygophylloides ingår i släktet Callicostella och familjen Hookeriaceae. Inga underarter finns listade i Catalogue of Life.